# Conus miruchae
Espèce
Statut de conservation UICN

 LC  : Préoccupation mineure
Conus miruchae est une espèce de mollusques gastéropodes marins de la famille des Conidae.
Comme toutes les espèces du genre Conus, ces escargots sont prédateurs et venimeux. Ils sont capables de « piquer » les humains et doivent donc être manipulés avec précaution, voire pas du tout.

## Description
La taille de la coquille varie entre 7 mm et 13 mm.

## Distribution
Cette espèce est présente dans l'océan Atlantique au large de l'île de Sal, Cap-Vert. 

### Niveau de risque d’extinction de l’espèce
Selon l'analyse de l'UICN réalisée en 2011 pour la définition du niveau de risque d'extinction, cette espèce est endémique aux îles du Cap-Vert où elle se trouve au large de la côte nord de l'île de Sal. Bien que cette espèce soit très restreinte dans son aire de répartition, il n'y a pas de menaces connues ni de plans futurs de développement et, par conséquent, il n'y a pas de mesures de conservation connues actuellement en place pour cette espèce. L'espèce est considérée comme étant de préoccupation mineure. Tout projet de construction d'un grand port à proximité nécessiterait une révision du statut de conservation.

## Taxonomie

### Publication originale
L'espèce Conus miruchae a été décrite pour la première fois en 1980 par les malacologistes Dieter Röckel (d), Emilio Rolán (d) et António Monteiro,,.

### Synonymes
- Africonus miruchae (Röckel, Rolán & Monteiro, 1980) · appellation alternative
- Conus (Lautoconus) miruchae Röckel, Rolán & Monteiro, 1980 · non accepté